# Hélie de Talleyrand-Périgord (1859-1937)
Pour les articles homonymes, voir Hélie de Talleyrand-Périgord.
Marie Pierre Louis Hélie de Talleyrand-Périgord, prince de Sagan, puis duc de Talleyrand, de Sagan et de Dino, né le 23 août 1859 à Mello (Oise) et mort à Paris le 25 octobre 1937, est un gentilhomme français, fils du duc Boson de Talleyrand-Périgord (1832-1910), prince puis duc de Sagan, et de son épouse, née Jeanne Seillière (1839-1905).

## Biographie
En juillet 1902, Hélie de Talleyrand-Périgord annonce publiquement qu'il va épouser prochainement Camille du Gast, la célèbre sportswoman avec laquelle il a couru l'année précédente le Paris-Berlin, en tant que son mécanicien de bord. Pour des raisons inconnues, le mariage n'a finalement pas lieu. 
En 1908, il épouse civilement la richissime Anna Gould, divorcée la même année de son cousin Boni de Castellane. Anna est la fille de Jay Gould, milliardaire américain des chemins de fer. Son frère George et sa sœur Helen s'opposent à ce remariage. 
Anna hérite à la mort de son père de 80 millions de dollars de l'époque (soit plus de 2,3 milliards $ de 2015). Ce mariage fut heureux, malgré le suicide de leur fils. Le duc de Talleyrand éleva aussi les enfants de son cousin Castellane, issus du premier lit de sa femme. 

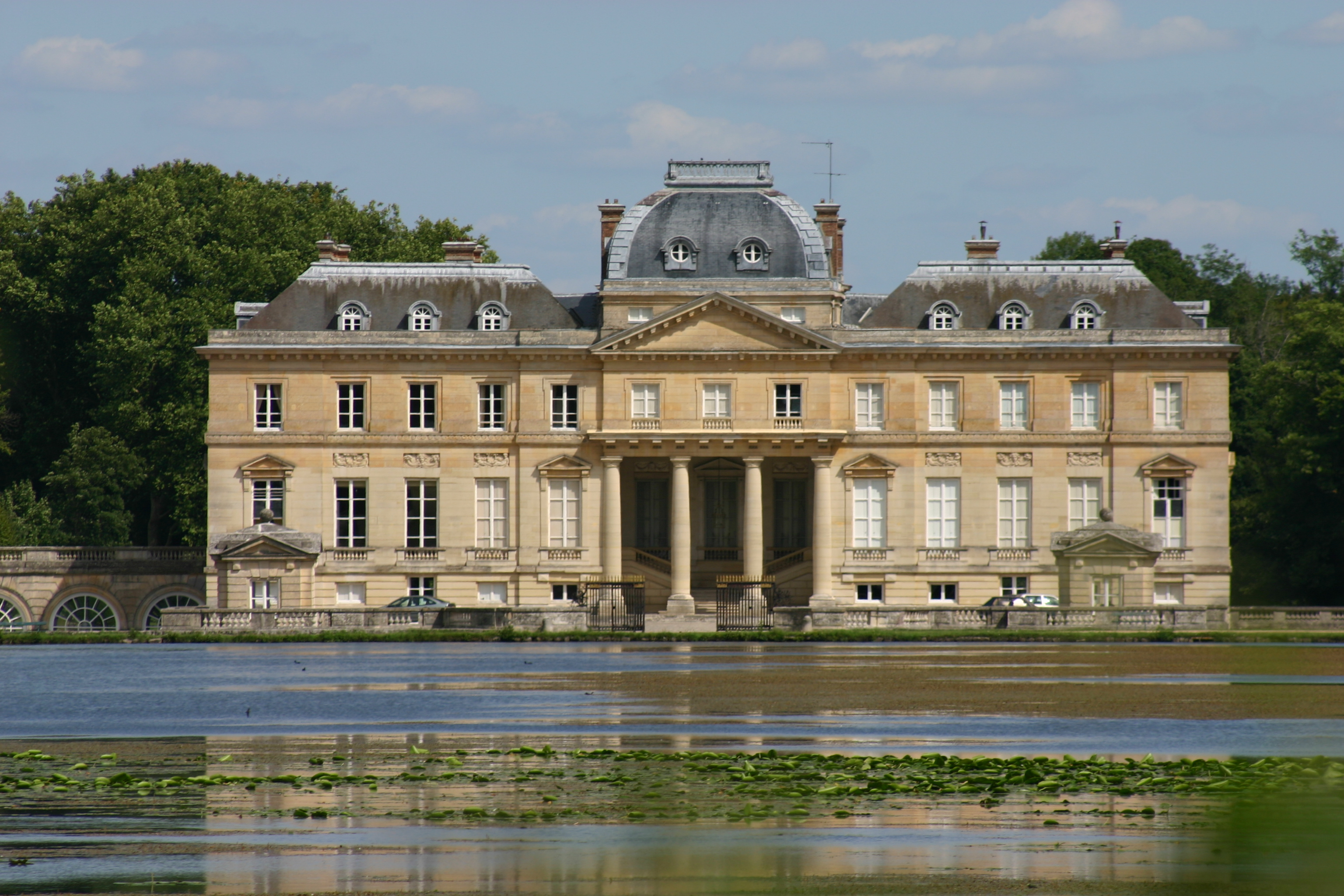
Château du Marais.

Ils habitaient en plus de leur hôtel particulier de Paris (surnommé le Palais Rose, avenue Foch, dans le 16e arrondissement) et le château du Marais, qu'aimait particulièrement la duchesse.
De cette union sont issus deux enfants : 
- Howard (1909-1929), duc de Sagan, qui se suicide d'un coup de revolver, ses parents lui refusant l'autorisation à se marier à cause de son jeune âge[4], il repose au Cimetière de Passy à Paris ;
- Violette (1915-2003) qui épouse le comte James de Pourtalès en 1937, dont elle divorce en 1969 pour épouser en mars son amant de longue date Gaston Palewski, ministre du général de Gaulle et écrivain, âgé de 68 ans.

Il repose au cimetière de Passy avec Anna Gould.

## Notes et références

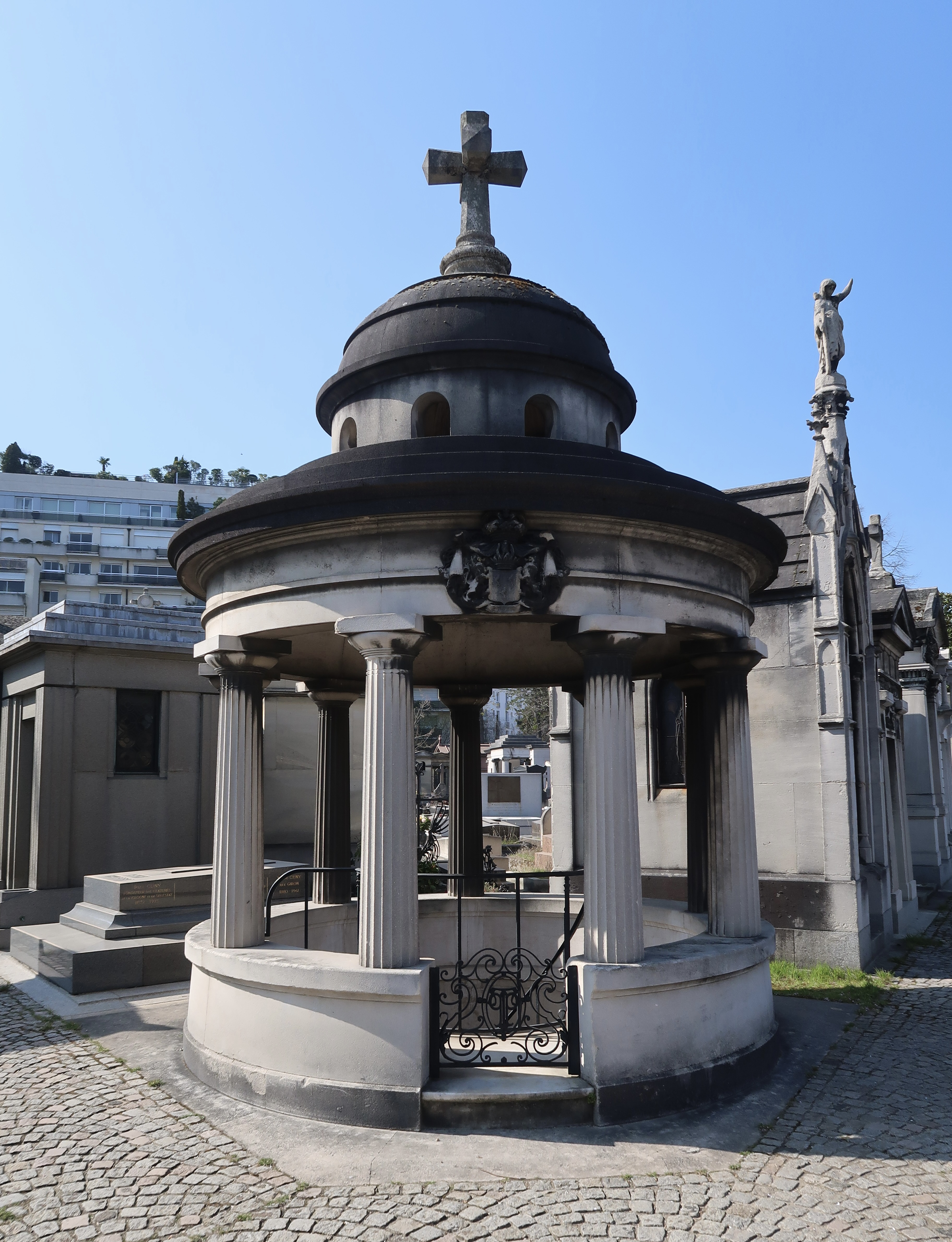
Crypte funéraire des Talleyrand-Périgord où il est enterré avec sa femme, son fils, sa fille et Gaston Palewski.